# St. Georg (Berghaupten)

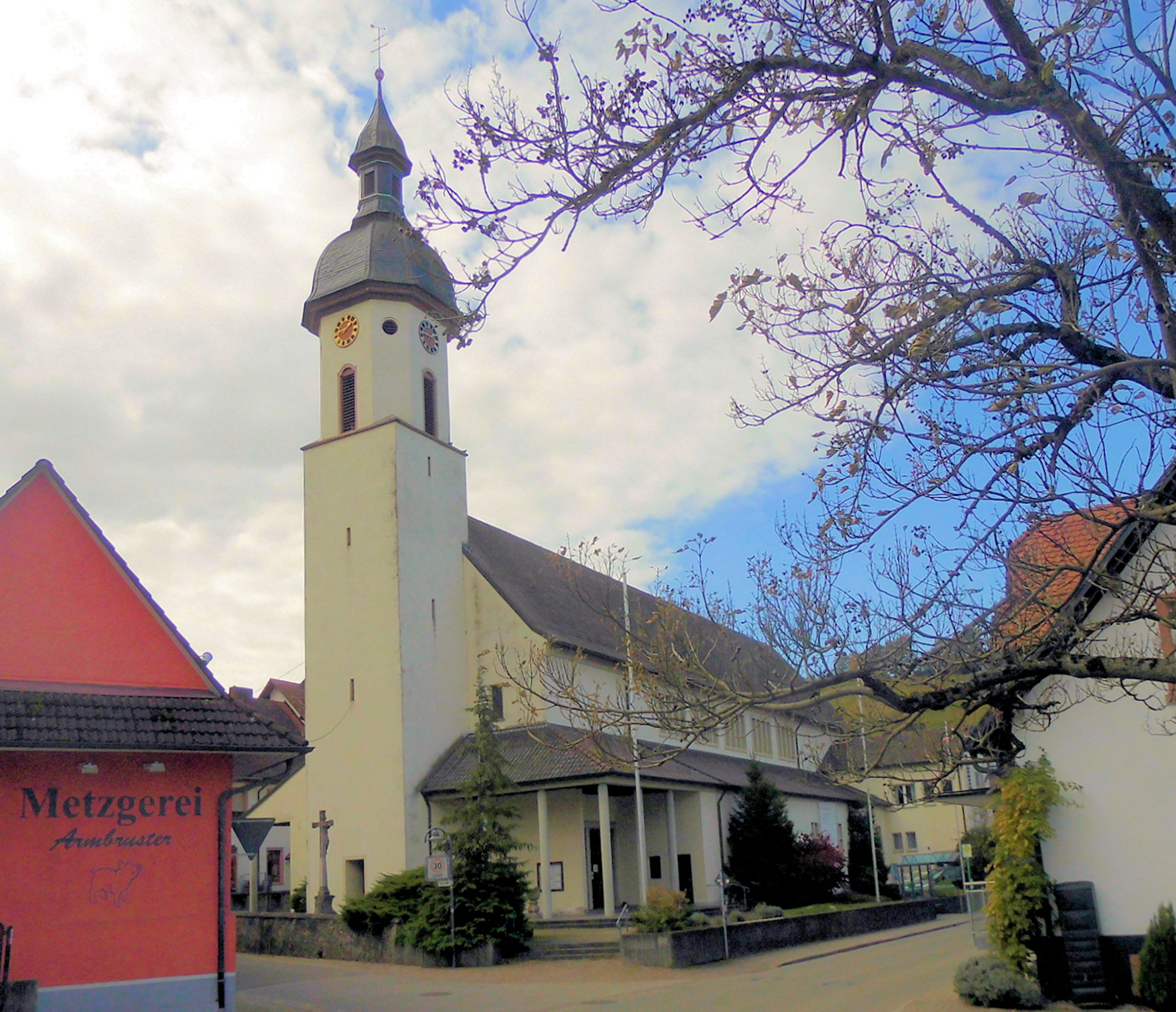
St. Georg in Berghaupten

Die römisch-katholische St.-Georg-Kirche steht in Berghaupten, einer Gemeinde im Ortenaukreis in Baden-Württemberg. Seit der Dekanatsreform am 1. Januar 2008 gehört die Kirche zum Dekanat Offenburg-Kinzigtal und gehört zudem zur Seelsorgeeinheit Vorderes Kinzigtal St. Pirmin.

## Geschichte
Die Glocken der Kirche wurden 1951 gegossen. Ihr heutiges Aussehen erhielt die Kirche durch einen vollständigen Umbau im Jahr 1956. Der Chorraum wurde 1995 neu gestaltet. Seit dem 20. April 2012 liefert die 68-KW-Photovoltaikanlage auf dem Dach der Pfarrkirche St. Georg, die zum 30. März 2012 fertig gestellt wurde, Strom in Elektrizitätsnetz. Damit will die Kirchengemeinde nach eigenen Angaben "einen wichtigen Beitrag zur Stromversorgung mittels erneuerbarer Energien und zur Bewahrung der Schöpfung" leisten.

## Ausstattung
Beim Neubau des Kirchenschiffes wurde 1958 Professor Emil Wachter mit der Neugestaltung der zwölf Kirchenfenster beauftragt. Die Glasfenster bilden einen Zyklus zu Gleichnissen Jesu aus den Evangelien. Im Chorraum befindet sich ein zwölf Meter hohes und fünf Meter breites Monumentalbild das den Namen "Engelscharen" trägt. Die Pfarrkirche verfügt über ein fünfstimmiges Geläut der Gießerei Friedrich Wilhelm Schilling aus Heidelberg, aus dem Jahr 1951. Diese sind mittig in den Giebel des alten Holzglockenstuhls platziert. Dieser stammt wohl aus dem 19. Jahrhundert. Der Turm der Kirche verfügt auf allen vier Seiten über Uhrenziffernblätter. Die Glocken 3, 4 und 5 sind für den Viertelstundenschlag und die Glocke 1 für den Stundenschlag integriert.
| Glocke | Gießer                      | Gussjahr | Material | Durchmesser in mm | Gewicht in kg | Nominal |
| ------ | --------------------------- | -------- | -------- | ----------------- | ------------- | ------- |
| 1      | F. W. Schilling, Heidelberg | 1951     | Bronze   | 1480              | 1950          | c’+4    |
| 2      | F. W. Schilling, Heidelberg | 1951     | Bronze   | 1228              | 1100          | es’+4   |
| 3      | F. W. Schilling, Heidelberg | 1951     | Bronze   | 1080              | 790           | f’+4    |
| 4      | F. W. Schilling, Heidelberg | 1951     | Bronze   | 960               | 550           | g’+5    |
| 5      | F. W. Schilling, Heidelberg | 1951     | Bronze   | 800               | 310           | b’+5    |

## Sonstiges
Jährlich besuchen viele Menschen die Lichterwaldkrippe, die den gesamten Chorraum umfasst. Der Kindergarten St. Georg in Berghaupten befindet sich in der Trägerschaft der Pfarrgemeinde. Jedes Jahr am 6. Januar findet in der Kirche der Gottesdienst mit Neujahrsempfang statt. Im Oktober findet das große Pfarrfest der Pfarrgemeinde statt.